# Огавамати (станция, Токио)
Станция Огавамати (яп. 小川町駅 огавамати эки) — железнодорожная станция, расположенная в специальном районе Тиёда, Токио. Станция обозначена номером S-07. Станция была открыта 16 марта 1980 года. На станции установлены автоматические платформенные ворота.

## Планировка станции
1 боковая платформа и 2 пути..
| 1 | ○ Линия Синдзюку | Синдзюку, Сасадзука, Хасимото |
| 2 | ○ Линия Синдзюку | Бакуро-Ёкояма, Мотоявата      |

## Пересадки
Станции Авадзитё линии Маруноути и Син-Отяномидзу линии Тиёда соединены со станцией Огавамати подземными переходами.

## Окрестности станции
Станция расположена под Токийским городским Шоссе 302 (Ясукуни-Дори). Окрестности станции представляют собой смесь небольших офисных зданий и квартирных комплексов.
Также в районе станции расположены:
- Tokyo Metropolitan Police Department, Kanda Police Station
- Chiyoda City Hall, Kanda Park branch office
- Chiyoda Municipal Chiyoda Elementary School
- Kanda-Awajichō & Kanda-Nishikimachi post offices
- Tokyo Denki University
  - School of Engineering
  - School of Science and Technology for Future Life

## Близлежащие станции
| «                           |                | Линия          |                | »              |
| Линия Синдзюку              | Линия Синдзюку | Линия Синдзюку | Линия Синдзюку | Линия Синдзюку |
| --------------------------- | -------------- | -------------- | -------------- | -------------- |
| Дзимботё                    | Дзимботё       | Local          | Ивамототё      | Ивамототё      |
| Express: не останавливается |                |                |                |                |